# Шпак-малюк малий
Шпак-малю́к малий (Aplonis striata) — вид горобцеподібних птахів родини шпакових (Sturnidae). Ендемік Нової Каледонії.

## Опис
Довжина птаха становить 18 см. Самці мають повністю чорне забарвлення з пурпуровими і зеленими відблисками. Забарвлення самиць сірувато-коричневе, нижня частина тіла світліша. Хвіст короткий, з прямим кінцем. Дзьоб чорний, короткий і міцний, очі червоні. 

## Підвиди
Виділяють два підвиди:
- A. s. striata (Gmelin, JF, 1788) — острів Нова Каледонія;
- A. s. atronitens Gray, GR, 1859 — острови Луайоте.

## Поширення і екологія
Малі шпаки-малюки живуть у вологих рівнинних і гірських тропічних лісах і на плантаціях.